# Sass János
Sass János (Eger, 1966. január 17. –) válogatott labdarúgó, hátvéd.

## Pályafutása

### Klubcsapatban
Felsöpakony SK

### A válogatottban
1987 és 1989 között 14 alkalommal szerepelt a válogatottban. Hatszoros utánpótlás válogatott (1987, 3 gól), hatszoros egyéb válogatott (1988).

## Sikerei, díjai
- Magyar bajnokság
  - bajnok: 1987–88, 1988–89
- Magyar kupa (MNK)
  - győztes: 1989
  - döntős: 1988, 1990

## Statisztika

### Mérkőzései a válogatottban
| Magyarország | Magyarország        | Magyarország                   | Magyarország   | Magyarország | Magyarország   | Magyarország | Magyarország | Magyarország |
| #            | Dátum               | Helyszín                       | Hazai          | Eredmény     | Vendég         | Kiírás       | Gólok        | Esemény      |
| ------------ | ------------------- | ------------------------------ | -------------- | ------------ | -------------- | ------------ | ------------ | ------------ |
| 1.           | 1987. november 18.  | Budapest, Népstadion           | Magyarország   | 0 – 0        | NSZK           | barátságos   | -            |              |
| 2.           | 1988. március 16.   | Budapest, Népstadion           | Magyarország   | 1 – 0        | Törökország    | barátságos   | -            |              |
| 3.           | 1988. március 26.   | Brüsszel, Heysel Stadion       | Belgium        | 3 – 0        | Magyarország   | barátságos   | -            | 82'          |
| 4.           | 1988. április 27.   | Budapest, Népstadion           | Magyarország   | 0 – 0        | Anglia         | barátságos   | -            |              |
| 5.           | 1988. május 4.      | Budapest, Népstadion           | Magyarország   | 3 – 0        | Izland         | barátságos   | -            |              |
| 6.           | 1988. május 10.     | Budapest, Népstadion           | Magyarország   | 2 – 2        | Dánia          | barátságos   | -            |              |
| 7.           | 1988. május 17.     | Budapest, Népstadion           | Magyarország   | 0 – 4        | Ausztria       | barátságos   | -            | 67'          |
| 8.           | 1988. augusztus 31. | Linz, Linzer Stadion           | Ausztria       | 0 – 0        | Magyarország   | barátságos   | -            | 65'          |
| 9.           | 1988. október 19.   | Budapest, Népstadion           | Magyarország   | 1 – 0        | Észak-Írország | vb-selejtező | -            |              |
| 10.          | 1988. november 15.  | Pireusz, Karaiszkákisz Stadion | Görögország    | 3 – 0        | Magyarország   | barátságos   | -            | 59'          |
| 11.          | 1989. március 8.    | Budapest, Népstadion           | Magyarország   | 0 – 0        | Írország       | vb-selejtező | -            |              |
| 12.          | 1989. április 4.    | Budapest, Népstadion           | Magyarország   | 3 – 0        | Svájc          | barátságos   | -            | 76'          |
| 13.          | 1989. április 12.   | Budapest, Népstadion           | Magyarország   | 1 – 1        | Málta          | vb-selejtező | -            | 46'          |
| 14.          | 1989. szeptember 6. | Belfast, Windsor Park          | Észak-Írország | 1 – 2        | Magyarország   | vb-selejtező | -            |              |
|              | Összesen            |                                |                | 14           | mérkőzés       |              | 0            | gól          |